# Gitanas Nausėda
Gitanas Nausėda (Klaipėda, 16 mei 1964) is een Litouws econoom. Sinds 12 juli 2019 is hij de president van Litouwen.

## Biografie
Nausėda studeerde van 1982 tot 1987 aan de faculteit voor industriële economie aan de Universiteit van Vilnius en in de twee jaar daarop aan de faculteit voor economie. Vanaf 1990 werkte hij aan zijn doctoraat en hij slaagde voor zijn doctorstitel in 1992 aan de Universiteit van Mannheim. Sindsdien was hij hoogleraar op de Business School aan de Universiteit van Vilnius. Daarnaast had hij verschillende andere functies, onder meer voor de Litouwse mededingingsautoriteit, de Bank van Litouwen en SEB Bankas.
In 2019 stelde Nausėda zich kandidaat bij de Litouwse presidentsverkiezingen van dat jaar. In de eerste ronde werd hij zeer nipt verslagen door Ingrida Šimonytė, maar in de tweede ronde boekte hij met ruim 66% van de stemmen een overtuigende overwinning. Op 12 juli 2019 trad hij aan als president van Litouwen en volgde daarmee Dalia Grybauskaitė op, die het presidentschap tien jaar lang bekleed had.
Bij de presidentsverkiezingen van 2024 werd Nausėda met ruim driekwart van de stemmen herkozen voor een tweede ambtstermijn. Zijn tegenstander was opnieuw Ingrida Šimonytė, die vanaf 2020 premier van Litouwen was.
- Gemeinsame Normdatei: 171790839
- International Standard Name Identifier: 0000 0004 2406 4631
- Nationale Bibliotheek van Letland: 000280675
- Virtual International Authority File: 209285433
- WorldCat: E39PBJf48dXC3BCHKgGBPwrTHC